# ルミコ・ハーモニー
ルミコ・ハーモニー(Lumico Harmony)は、日本在住のアーティスト、プロデューサー。社会課題をアートで解決するグローバルアートチーム非営利型一般社団法人LITTLE ARTISTS LEAGUEの創始者兼代表理事。過去には、NPO法人ザ・グローバル・ファミリーズ創始者兼副理事長、JAPAN FAMILY FESTIVALディレクター、株式会社東急キッズベースキャンプのイマ―ジョンプログラムの開発者であり、キャラクター原案作者、株式会社TEEMAのパートナー。

## 来歴
株式会社バンダイにて、キャラクタープロデューサーとして活躍。企業キャラクターや地方創生キャラクターのフィンランド人と結婚後、長女出産。次女出産後3ヶ月で、ブラジルのサンパウロに逗留。帰国し、2015年長男出産後、アーティストとしてのキャリアをスタートすると共に、親子で国際交流を支援するNPO法人ザ・グローバル・ファミリーズを創設。
3児を出産しトリリンガルで育てており、グローバル育児セミナーの講師の経験もあり。
北欧専門家としてコラムも執筆。オーガニックのコラムも書き、オーガニックライフスタイルEXPOでの子どものあのコンテストのメインビジュアルを描き、審査員でもあった。
株式会社東急キッズベースキャンプのイマ―ジョンプログラムの開発者であり、キャラクター原案作者でもある。株式会社TEEMAのパートナーも務める。
2016年10月、LITTLE ARTISTS LEAGUEを創設。
2016年12月、ワーママオブジャパン2016にて受賞。
2019年4月、資生堂の新商品「Mommy Me」の発表会イベントにて、北欧育児トークショーに登壇。
2022年3月、非営利型一般社団法人LITTLE ARTISTS LEAGUE設立及び、代表理事就任。
2023年7月30日、シンポジウム「誰でも今日からできる「グローバル育児」に登壇。